# نادي مؤسسة سفينة ليبيريا للتسجيل
نادي مؤسسة سفينة ليبيريا للتسجيل (بالإنجليزية: Liberia Ship Corporate Registry Football Club)‏ هو نادي كرة قدم ليبيري من العاصمة مونروفيا. ملعب الفريق الأساسي هو ملعب أنطوانيت توبمان الذي يسع لجلوس 10 آلاف متفرج. لم يسبق له الفوز ببطولة الدوري المحلي لاكنه توج بلقب كأس ليبيريا مرتين عامي 2004، 2005.